# Elros
Elros  (jako númenorský král Tar-Minyatur) byl prvním králem fiktivní země Númenor ve fantasy světě J. R. R. Tolkiena. 

## Rodina a původ
Elros se narodil spolu se svým dvojčetem Elrondem asi roku 532 Prvního věku v Sirionských přístavech. Rodiči Elrose a Elronda byli půlelfové Eärendil a Elwing. Skrz Eärendila je Elros potomkem Třetího domu Přátel elfů a Turgona Moudrého z Finwëho rodu. Skrz Elwing je potomkem Prvního domu Edain a Lúthien Tinúviel, dcery krále Thingola a Maii Melian.

## Životopis
Elros a Elrond byli od svých rodičů v útlém věku odcizeni – po Třetím zabíjení elfů elfy si je vzal do výchovy Fëanorův syn Maglor.
Protože Elros byl půlelf, musel se po porážce Morgotha rozhodnout, jestli chce být člověkem nebo elfem. Na rozdíl od bratra se Elros rozhodl být člověkem a od Valar dostal moc nad zemí Númenor a také dlouhý život. Númenorským králem se stal roku 32 D. v. a přijal královské jméno Tar-Minyatur, tj. První Velekrál v jazyce elfů: tar (velký) + minya (první) + tur (vládce, král). Vládl celých dalších 410 let, kdy ve věku 500 let zemřel a panování předal nejstaršímu synu Vardamirovi.